# Jean Moreau de Séchelles
Jean Moreau de Séchelles (10 maggio 1690 – 31 dicembre 1760) è stato un funzionario e politico francese.

## Biografia
Divenuto maître des requêtes il 13 ottobre 1719, fu intendente di Hainaut a Valenciennes dal 1727 al 1743, poi intendente di Lilla dal 1743 al 1754, e contemporeamete intendente delle Fiandre dal maggio 1745 al 18 ottobre 1748, durante l'occupazione francese.
Il 30 luglio 1754 venne nominato Controllore generale delle finanze da parte di Luigi XV al posto di Jean-Baptiste de Machault d'Arnouville, mantenendo tale incarico fino al 24 aprile 1756. Perseguì una politica economica audace, vicina al liberalismo, tutta improntata sull'assestamento delle finanze reali. Nel 1755, disponendo della confidenza del re in qualità di Ministro di Stato, venne consultato sul ricambio delle alleanze dalla Prussia all'Austria. Nel marzo 1756 fu vittima di un ictus e François Marie Peyrenc de Moras, suo genero, fu designato da Luigi XV per sostituirlo.
Il 14 luglio 1755 divenne membro onorario dell'Accademia delle scienze, poi vicepresidente nel 1756 ed infine presidente nel 1757.
Nel 1710 comprò i terreni di Cuvilly, nell'Oise, che appartenevano ai signori di Séchelles. Lì vi fece edificare un castello moderno al posto del castello feudale. Di conseguenza, si fece chiamare "Moreau de Séchelles".
Le isole Seychelles, cedute alla Compagnia francese delle Indie nel 1756, ricevettero questo nome in suo onore.
Sua figlia, Marie Hélène Moreau de Séchelles (1715-1798), sposò René Hérault, luogotenente generale di polizia. Dal loro matrimonio nacque Jean-Baptiste Martin Hérault de Séchelles, amico d'infanzia di Louis-Antoine de Bougainville e padre di Marie-Jean Hérault de Séchelles.